# 水野智彦
水野 智彦（みずの ともひこ、1956年1月25日 - ）は、日本の政治家、歯科医師、東アジア共同体研究所特別研究員。
衆議院議員（1期）、減税日本政調会長などを歴任。
　

## 略歴
城西歯科大学（現：明海大学歯学部）卒業。千葉県勝浦市に水野歯科医院を開院。
2007年、無所属で千葉県議会議員選挙に勝浦市・夷隅郡選挙区から立候補するが次点で落選。
2009年8月、民主党公認候補として第45回衆議院議員総選挙で比例南関東ブロックに立候補し、当選。
小沢一郎に近い議員とされ、陸山会事件で強制起訴された小沢が党員資格停止処分を受けたことに反発した15人とともに、2011年2月17日に院内会派「民主党・無所属クラブ」からの離脱届を衆議院に提出し民主党政権交代に責任を持つ会を結成したが、党執行部は離脱を認めず衆議院事務局も会派から離脱届が出ていないため二重届になるとして新会派を認めなかった。2月28日、民主党は水野が「都合により予算委に出られない」と申し出たため衆議院予算委員会委員を水野から柳田和己に変更した。水野が2011年度予算案に反対する可能性があり、採決での造反に備えた措置とみられている。3月1日の衆議院本会議の予算案採決は欠席した。
2012年の消費増税をめぐる政局では、野田内閣による消費増税法案の閣議決定に抗議して党企業団体対策副委員長の辞表を提出し、4月23日の党役員会で受理された。6月26日の衆議院本会議で行われた消費増税法案の採決では、党の賛成方針に反して反対票を投じた（認定こども園法改正案には賛成）。7月2日には山岡賢次らを介して離党届が提出されたが、翌日になって「与党に残って社会保障政策全般に携わりたいため」として離党届を撤回し、「政策をやりたい気持ちを忘れていた。申し訳ない。慎重であるべきだった」と陳謝した。民主党は7月3日の常任幹事会で党員資格停止2カ月の処分とする方針を決定し、7月9日の常任幹事会で正式決定した。
その後減税日本に入党するものと見られていたが、9月20日に産経新聞の取材に対し「記者会見も離党もない」と一連の鞍替えについて否定した。
10月29日、「消費増税の修正をお願いしたが、進展もなく挫折感を感じた」との理由で熊田篤嗣とともに民主党に離党届を提出。離党届が受理されない中、減税日本は水野と熊田の合流により政党要件の所属国会議員5人を確保できたとして31日に政党届を提出。11月21日、民主党は水野ら13人を除名（除籍）する処分を決定。12月16日の第46回衆議院議員総選挙では日本未来の党公認候補として愛知6区から重複立候補したが、選挙区で敗れ比例での復活もならず落選した。
2017年の第48回衆議院議員総選挙に千葉13区から希望の党公認で出馬したが、自民党の白須賀貴樹に敗れ落選。比例復活もかなわなかった。得票数が2番目だった立憲民主党の宮川伸は比例復活で初当選を果たした。